# تپه ده‌سواران ۱۵
تپه ده سواران ۱۵ مربوط به دوران فرادیرینه‌سنگی است و در شهرستان کرمانشاه، بخش مرکزی، دهستان دورود فرامان، ۶۰۰ متری جنوب شرق روستای ده سواران واقع شده و این اثر در تاریخ ۱۸ اسفند ۱۳۸۷ با شمارهٔ ثبت ۲۴۸۹۲ به‌عنوان یکی از آثار ملی ایران به ثبت رسیده است.